# Aytaç Yalman
Aytaç Yalman (Istambul, 29 de julho de 1940 – Istambul, 15 de março de 2020) foi um general turco. 

## Carreira
Foi comandante do exército turco (2002–2004) e anteriormente comandante geral da Gendarmaria da Turquia (2000–2002). Foi comissionado em uma unidade de artilharia que usava obuses M114 de 155 mm e, pelo resto de sua carreira abaixo do posto de coronel, serviu e comandou unidades de mísseis balísticos MGR-1 Honest John. Serviu como oficial de posição de armas e como oficial de direção de fogo em um regimento tático de mísseis balísticos superfície a superfície na década de 1970. Mais tarde, liderou uma divisão de infantaria. Aposentou-se em 2004 devido ao limite de idade do Exército.
Segundo o General Levent Ersöz, foi Yalman quem informou o chefe do estado-maior Hilmi Özkök sobre os membros das principais figuras militares de Ergenekon. Em 2012, Yalman falou sobre seu papel na prevenção do plano de golpe "Sledgehammer" em 2003.
Em 2008, Yalman escreveu o roteiro de "Şehitler Oratoryosu" (Oratório para os Mártires).

## Morte
Morreu durante a pandemia global de 2019–2020 após testar positivo para novo coronavírus por complicações respiratórias causadas pela COVID-19 em 15 de março de 2020, aos 79 anos. A morte de Yalman foi anunciada pelo chefe médico da Academia Militar Militar Gülhane (GATA) e confirmada pelo Ministro da Saúde da Turquia, Fahrettin Kocael, em 19 de março de 2020.

## Cargos realizados
- Oficial do posto de comando para o pelotão obus M114 de 155 mm 1961–62
- Oficial de posição de arma para o pelotão obus M114 de 155 mm 1962–63
- Assistente do oficial de bombeiros da empresa de obuses M114 de 155 mm 1963–64
- Segundo comandante da companhia de fusileiros de infantaria (acessório de infantaria obrigatório de 6 meses) 1964
- Capitão de bateria (BK) para obus M114 de 155 mm Bateria 1964–1966
- Oficial de posição de arma para o pelotão de mísseis balísticos MGR-1 Honest John 1966–68
- Assistente do oficial de direção de bombeiros para o pelotão de mísseis balísticos MGR-1 Honest John 1968–1970
- Oficial de direção de bombeiros para para o pelotão de mísseis balísticos MGR-1 Honest John 1970–71
- Comandante da bateria do obus M114 de 155mm 1971–73
- Comandante da bateria do míssil balístico MGR-1 Honest John 1973–1975
- Oficial executivo (XO) do Batalhão de Guardas de Fronteira da Gendarmaria (em direito de retenção) 1975–77
- Oficial executivo (XO) do regimento de mísseis balísticos táticos MGR-1 Honest John 1977–80
- Comandante do regimento de mísseis malísticos MGR-1 Honest John 1980–1983
- Instrutor associado da Faculdade de Foguetes e Mísseis, TSK School of Artillery 1983–1985
- Comandante da Brigada de Artilharia de Campo, 2º Corpo 1985–1988
- Diretor executivo (XO) da 39ª Divisão de Infantaria 1988–1990
- Comandante da 28ª Divisão de Infantaria 1990–1993
- Chefe de gabinete, 5º Corpo (Tekirdag) 1993–1995
- Chefe de gabinete (Poder de fogo pesado) no General Staff HQ 1995–1996
- Comandante, Nono Corpo (Elazig), 1996–1998
- Comandante do segundo exército 1998–2000
- Comandante do Comando Geral da Gendarmaria 2000–2002
- Comandante das forças terrestres turcas 2002–2004